# Alniphyllum
Alniphyllum, biljni rod drveća iz porodice storaćevki (Styracaceae). Postoje tri priznate vrste raširene od Assama na zapadu, na istok preko Kine do Tajvana, i na jug do Laosa, Vijetnama, Mjanmara i Tajlanda.
Rod je opisan 1901. Tipična vrsta je do 15. metara visoko drvo s Tajvana, A. pterospermum

## Vrste
1. Alniphyllum eberhardtii Guillaumin
2. Alniphyllum fortunei (Hemsl.) Makino
3. Alniphyllum pterospermum Matsum.